# Sonata en re major a quatre mans, Op. 6 (Beethoven)
La Sonata en re major per a clavecí o piano a quatre mans, op. 6, fou composta per Ludwig van Beethoven per als seus alumnes l'any 1796 o començament 1797. Va aparèixer publicada l'any 1797 per Artaria a Viena.
L'Allegro comença amb un ritme que recorda el del tema del primer moviment de la Simfonia núm. 5.

## Estructura
1. Allegro molto
2. Rondo